# Susano Polanco
Susano de la Cruz Polanco (* 24. Mai 1902 in Santiago de los Caballeros; † 15. Mai 1991 in Santo Domingo) war ein dominikanischer Sänger (Tenor).
Polanco trat zunächst als Sänger mit Bienvenido Troncoso und Chencho Pereyra auf. Später unterstützten ihn seine Freunde Juan Francisco García und Julio Alberto Hernández bei der Ausbildung seiner Gesangstechnik. 1921 debütierte er begleitet von dem Gitarristen Baldemiro Morel im Teatro Colón von Santiago als Gesangssolist. Ab 1922 trat er mit einer Gruppe dominikanischer Musiker in Cabo Haitiano auf.
1924–25 gab er mit dem Pianisten Juan Francisco García Konzerte in Puerto Rico. 1926 trat er in Haiti auf und unternahm eine Konzertreise durch Kuba. 1927 sang er im Teatro Ideal von Santiago de los Caballeros mit Eduardo Brito, Petra Comprés und Catalina Jáquez unter Leitung von Luís Rivera ein Quartett aus Verdis Rigoletto. Im Folgejahr war er im Rundfunk von Santo Domingo mit Begleitung des Pianisten Julio Alberto Hernández zu hören und Victor Records produzierte mit ihm eine Plattenaufnahme von Salvador Sturlas Amor mío.
In den folgenden Jahren wurde Polanco einer der populärsten Sänger der Dominikanischen Republik. Bereits 1935 beendete er seine Laufbahn als Sänger mit einem Konzert am Teatro Independencia und widmete sich fortan der Lehrtätigkeit.